# Schloss Laudon

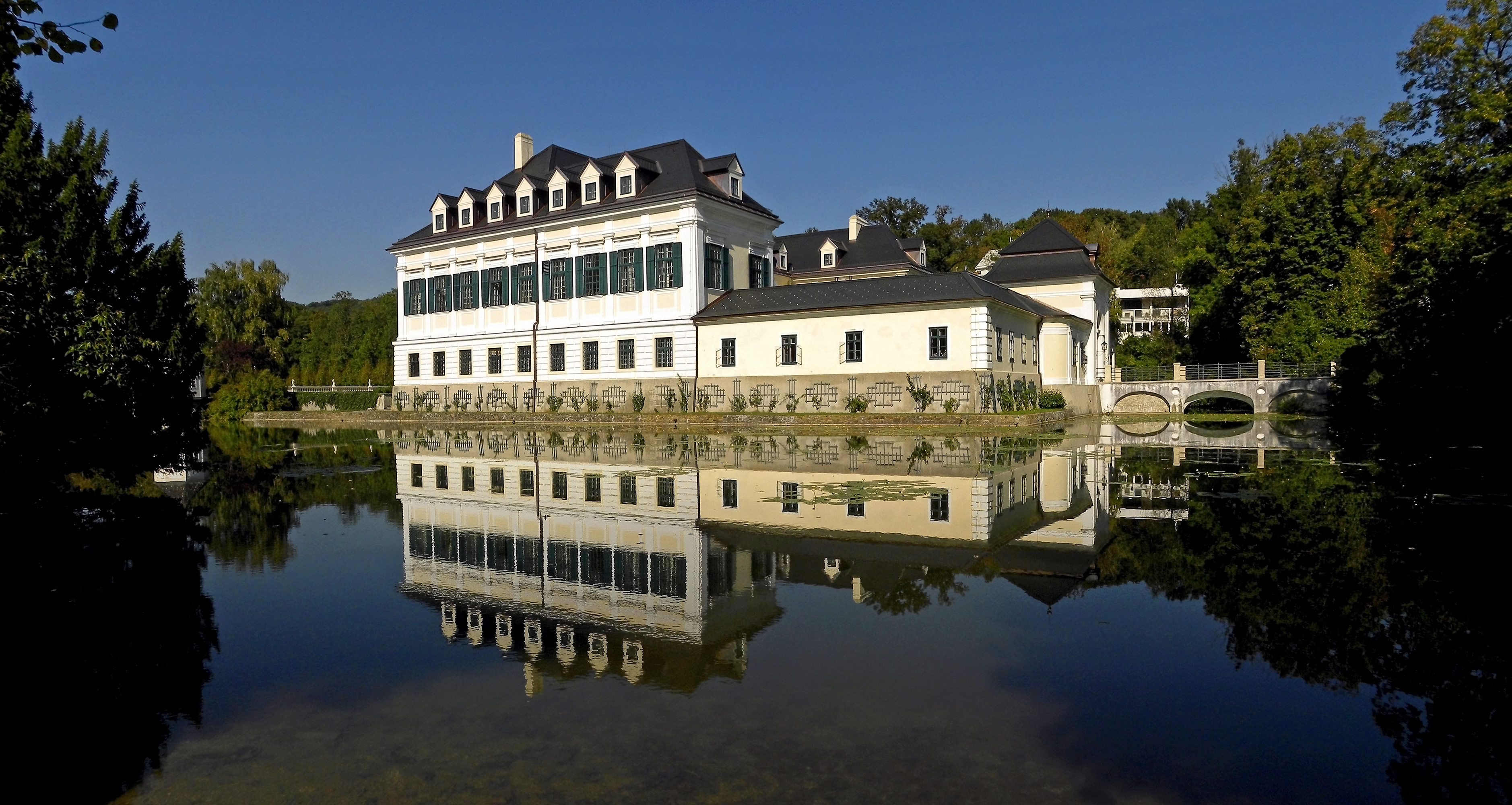
Schloss Laudon

Das Schloss Laudon, auch Schloss Hadersdorf genannt, ist ein barockes Wasserschloss in Hadersdorf, das heute zum 14. Wiener Gemeindebezirk Penzing gehört.

## Geschichte

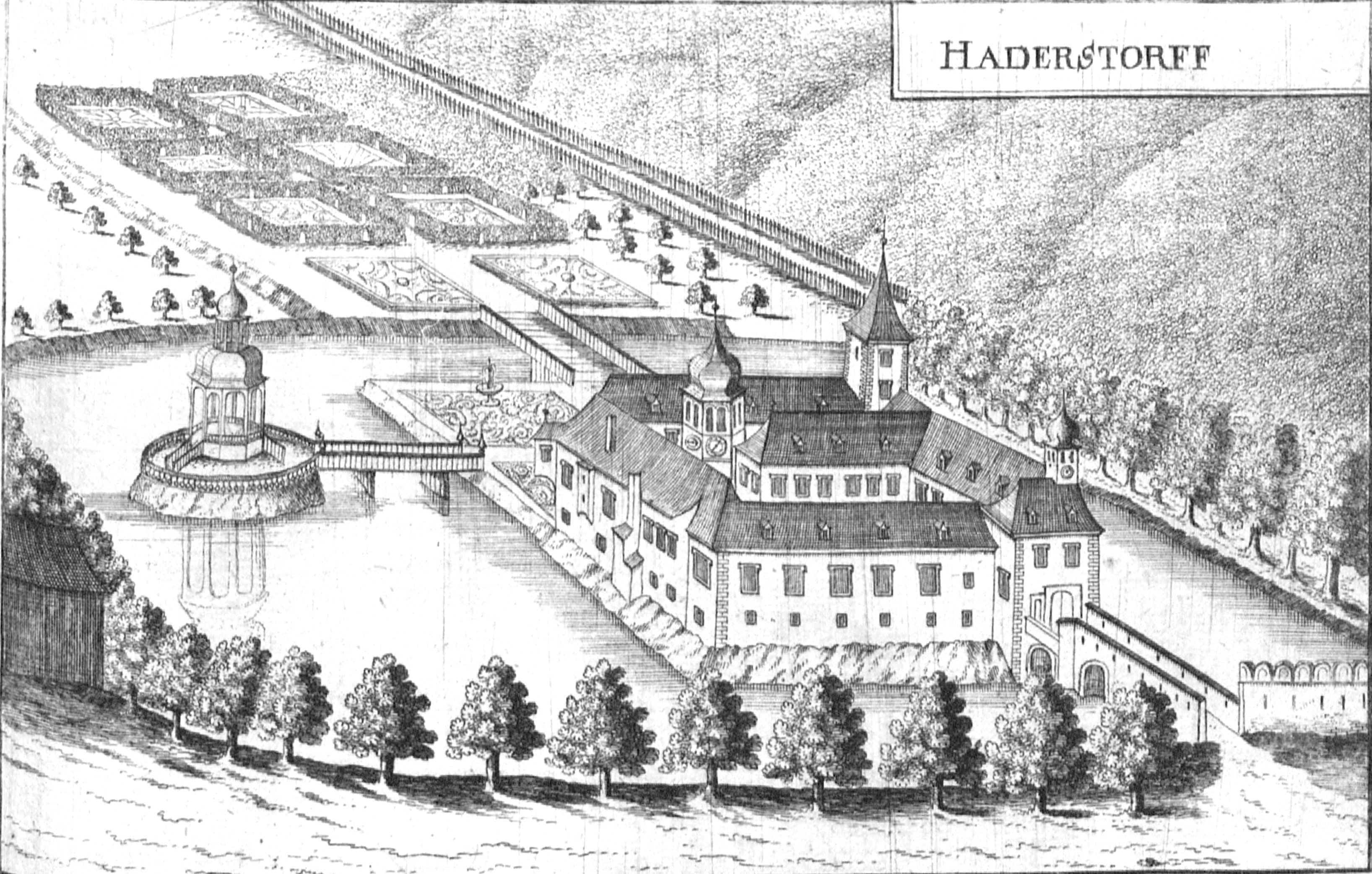
Schloss Hadersdorf um 1670. Stich von Georg Matthäus Vischer

Die Herren von Hadersdorf wurden um 1130 erstmals urkundlich erwähnt; um diese Zeit existierte wahrscheinlich eine Wehranlage an der Stelle des heutigen Schlosses. In den darauffolgenden Jahrhunderten wechselte die Herrschaft mehrmals den Besitzer, bis das Schloss 1358 an den Landesfürsten kam, der es dem jeweiligen Forstmeister als Wohnsitz zuwies.
Während der Ersten Türkenbelagerung 1529 wurde das Schloss zerstört. Nach dem Wiederaufbau ging das Anwesen 1551 an die Familie Teuffenbach und 1588 an Sigmund von Hohenburg zu Pranckh. 1654 wurde es schließlich von Eleonora von Mantua, der Gemahlin Kaiser Ferdinand III., erworben. Nach Beschädigungen während der Zweiten Türkenbelagerung 1683 wurde das Schloss von seinem neuen Besitzer, dem Hofbeamten Andreas Schellerer, als frühbarockes Wasserschloss neu errichtet. Im Jahr 1708 verbrachte Elisabeth Christine, die Gattin des späteren Kaisers Karl VI., damals als Karl III. Gegenkönig in Spanien, hier zwei Nächte. Eine in elegischen Distichen verfasste lateinische Inschrift im Stiegenhaus erinnert daran:
Es handelt sich um Chronodistichen, eine Form des Chronogramms: Die Großbuchstaben ergeben in jeder Zeile als römische Zahlen gelesen die Jahreszahl 1708.
Seine heutige Gestalt erhielt das Schloss 1744 von Franz Wilhelm Schellerer.
1776 erwarb Feldmarschall Ernst Gideon von Laudon das Schloss und wohnte hier bis zu seinem Tod im Jahre 1790. Das Schloss blieb bis 1925 im Besitz der Familie Laudon. Danach kam es in Besitz des Industriellen Otto Pollack von Parnegg, nach 1938 „arisiert“. 1945–1955 wurde es von der sowjetischen Besatzungsmacht okkupiert. 1960 wurde es von den Söhnen von Polack-Parnegg an die Erzdiözese Wien verkauft, die das Mobiliar versteigern ließ. Noch im gleichen Jahr stieß die Erzdiözese das ziemlich devastierte Schloss an Konsul Alfred Weiss ab, der es wieder instand setzen ließ und 1962–1973 als Luxushotel betrieb. Seit 1976 ist es an die Republik Österreich vermietet und beherbergt die Verwaltungsakademie des Bundes. Weiters befand sich bis zum Studienjahr 2022/23 das Department Public Sector der FH Campus Wien in dem „Oktogon“ genannten Gebäude, das sich im Schlosspark befindet. Das Schloss ist nicht öffentlich zugänglich.

## Außenbau
Das Schloss ist um einen quadratischen Innenhof angelegt, der an drei Seiten vom zweigeschoßigen Haupttrakt und gegen Südosten von einem eingeschoßigen Wirtschaftstrakt umgeben ist. Die Gewässer, die das Schloss umgeben, werden vom Mauerbach gespeist.

## Inneneinrichtung

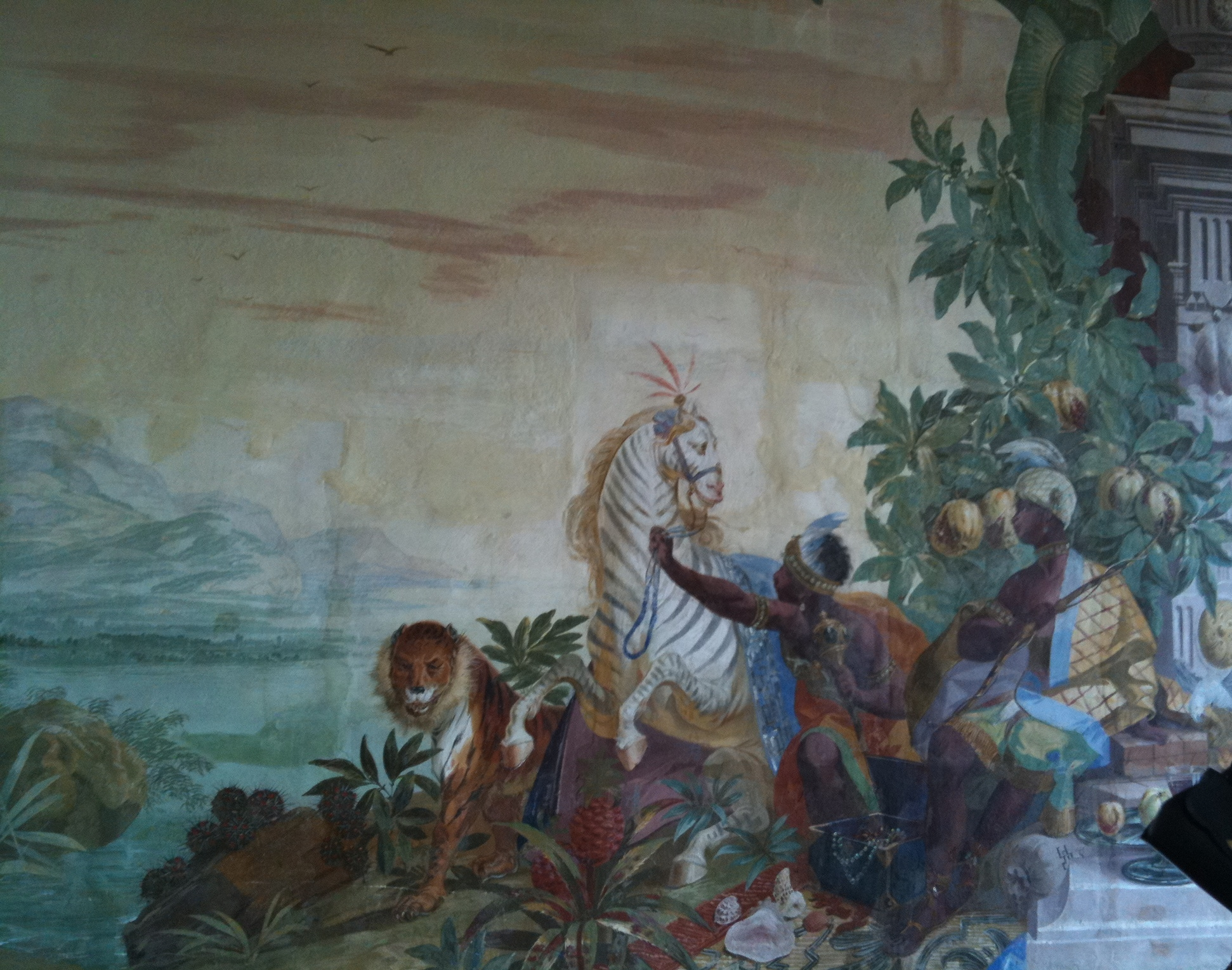
Fresko von Johann Bergl, ursprünglich in Schloss Donaudorf (Ausschnitt)

Die bemerkenswerte Inneneinrichtung stammt größtenteils von Feldmarschall Laudon. Die originale klassizistische Einrichtung der Bibliothek ist zur Gänze erhalten. Die Türflügel der Bücherkästen und die Leinwandbespannung der freibleibenden Wände sind mit Grisaille-Malereien geschmückt (mythologische Figuren nach Giovanni Antonio Gori, mythologische Szenen nach den „Monumenti antichi inediti“ von Johann Joachim Winckelmann).
In einem Raum neben der Bibliothek sind die Fresken untergebracht, die 1954 beim Abriss von Schloss Donaudorf im Zuge des Baus des Kraftwerks Ybbs-Persenbeug gerettet und 1963 hierher übertragen wurden. Die Fresken sind das Werk von Johann Bergl (um 1770).
Aktuell

Eine Vielzahl an Mobiliar und Kunst aus dem Schloss wird am 2. Juli 2024 in einer Auktion versteigert.

## Garten
Feldmarschall Laudon ließ um 1780/90 einen prächtigen Landschaftsgarten anlegen, von dem heute nur mehr Teile erhalten sind. Im Garten verstreut befinden sich verschiedene Staffage-Elemente, so zwei monumentale Eber-Plastiken (die ursprünglich den Eingang eines in der Literatur erwähnten, nicht mehr existierenden Tiergartens bewachten) und eine Statue von Laudon als antiker Philosoph von einem unbekannten Künstler, wahrscheinlich zunächst als Bilddenkmal für sein Grabmal gedacht.
Ein weiterer Teil das Parks befand sich am westlichen Ortsausgang von Hadersdorf, das sogenannte „türkische Gärtchen“. Hierher wurden etliche türkische Steine (mit Inschriften und Ornamenten verziert, teils vom Stambuler Tor in Belgrad, teils vom Grabmal des ehemaligen türkischen Festungskommandanten von Belgrad stammend), die Laudon in seinen Feldzügen erbeutet hatte, gebracht und in malerischer Anordnung zwischen den Bäumen, über einem kleinen Wasserfall, aufgestellt. Heute ist das ehemalige Türkengärtchen verwildert und liegt außerhalb des jetzigen Parkareals im Wald. Die Steinplatten wurden Ende des 19. Jahrhunderts zu einem mauerartigen Denkmal zusammengefügt, bekannt als „Türkensteine“, und mit einem erläuternden Text von Joseph von Hammer-Purgstall ergänzt. An den ehemaligen Wasserfall erinnert nur eine kleine Quelle in unmittelbarer Nähe des Denkmals.

## Laudon-Grabmal

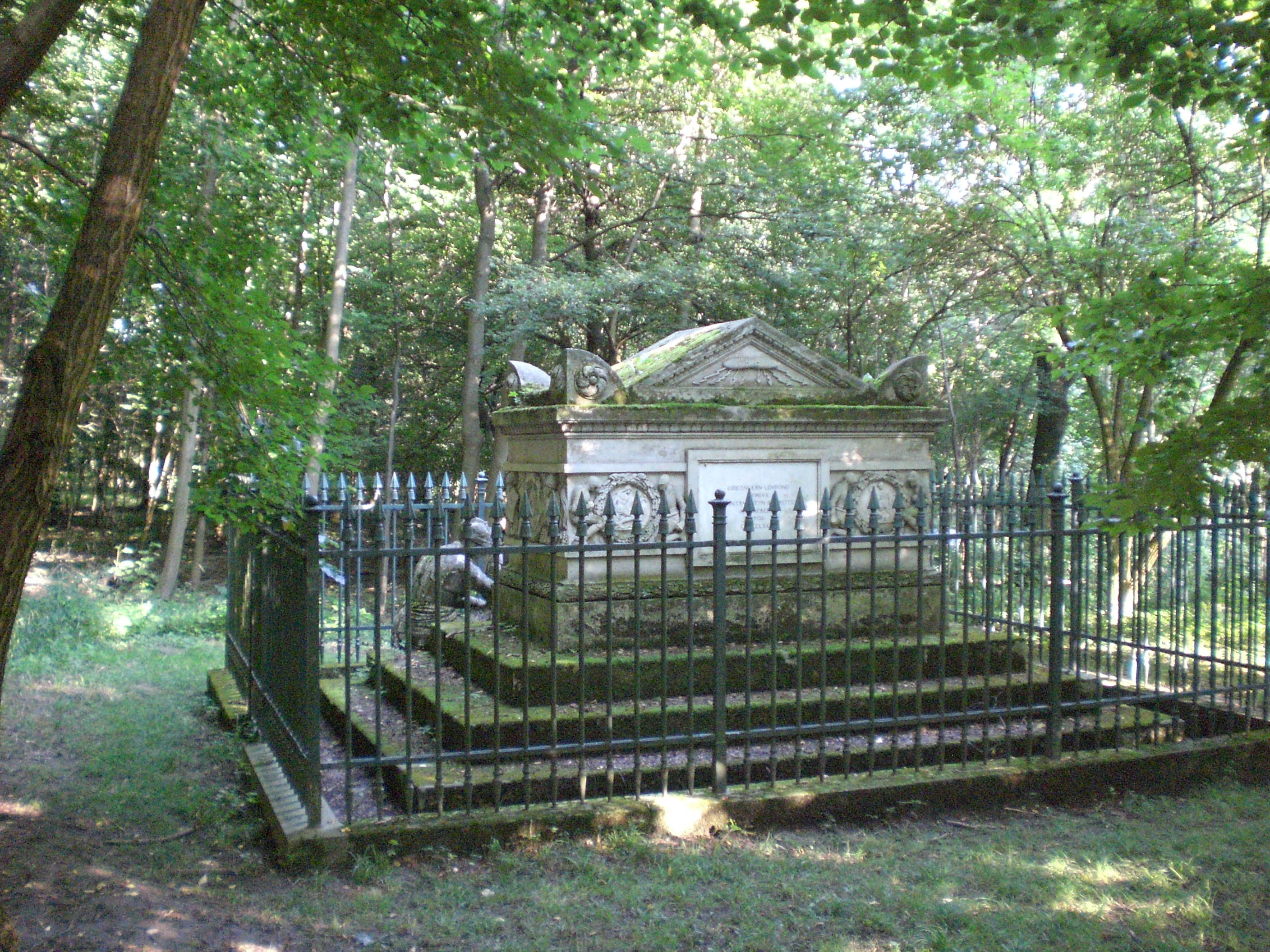
Grabmal des Feldmarschall Laudon

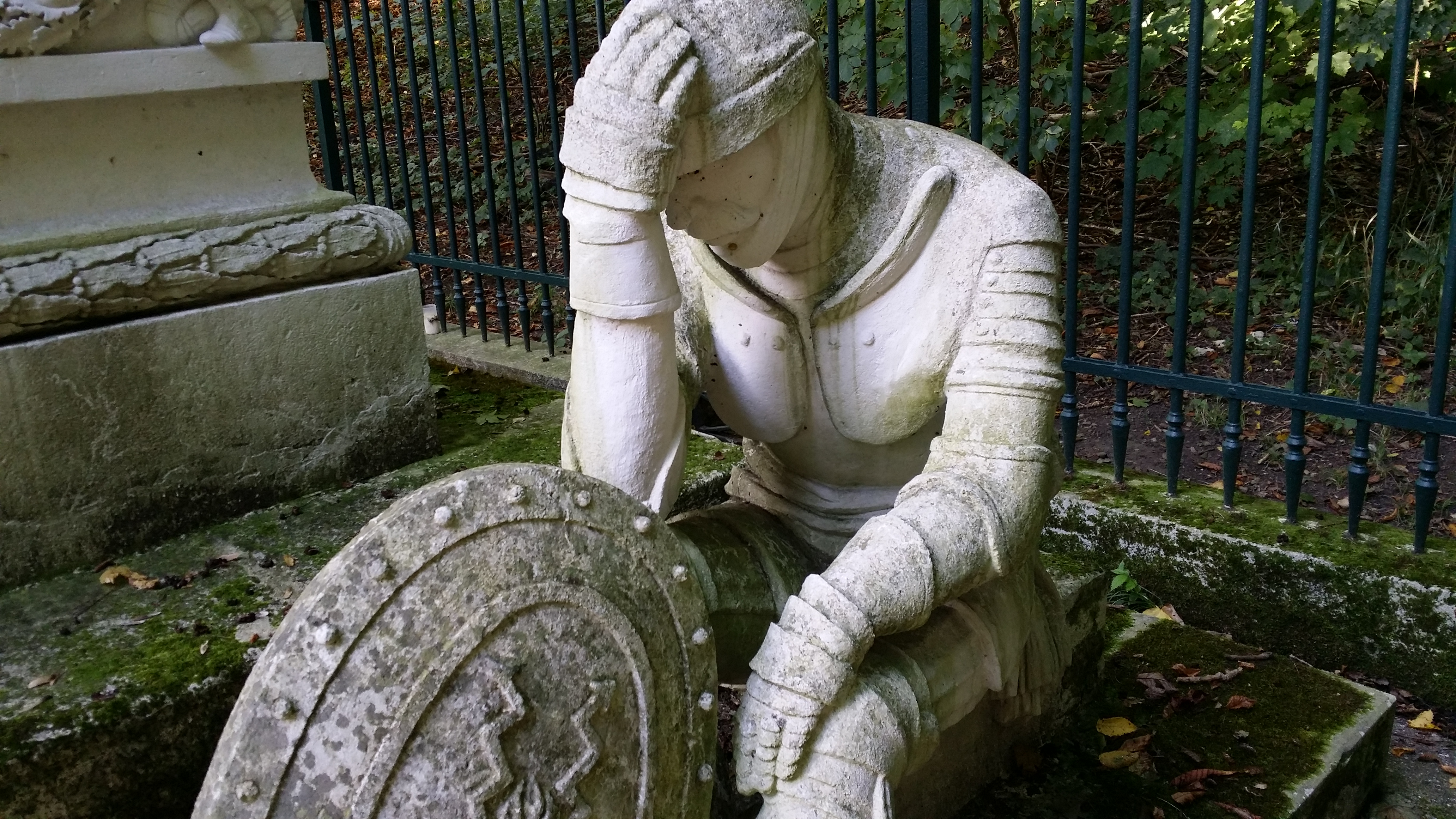
Grabmal Gideon Ernst von Laudon – Detail

Den Ort für seine Begräbnisstätte hat Feldmarschall Laudon selbst festgelegt. Zunächst war dafür eine Anhöhe über dem damaligen Tiergarten angedacht (daher stammt die Statue im Schlosspark). Später entschied sich Laudon für einen Platz im „türkischen Gärtchen“. Dort wurde er auch tatsächlich, nachdem seine Leiche aus Neutitschein nach Hadersdorf überführt worden war, beigesetzt. Die unterirdische Gruft war anfangs nur mit einem einfachen Erdhügel überdeckt. Laudon hatte sich gewünscht, dass sein Grabmal aus den von ihm aus Belgrad mitgebrachten türkischen Steinen zusammengefügt werden sollte. Seine Witwe Klara verweigerte aber nachträglich diesen Plan und ließ stattdessen bei dem Bildhauer Franz Anton Zauner ein klassizistisches Grabmal in Auftrag geben, das 1791 fertiggestellt wurde. Es hat die Form eines Quaders mit einem Giebeldach und ist auf allen vier Seiten mit Relief-Tondi mit mythologischen Figuren geschmückt. An den beiden Längsseiten befinden sich lateinische Inschriften: Eine Widmung von seiner Witwe und seinen Erben (… coniux … ac haeredes pos[uerunt] MDCCLXXXX – errichtet von der Witwe und den Erben 1790) und eine Würdigung seiner militärischen Verdienste (tiro ad Borysthenem, dux ad Moraviam, Viadrum, Boberim, Neissam, Vistritiam; veteranus ad Unnam, Istrim, Savum – als Rekrut an den Dnjepr, als Anführer an die March, Oder, Bober, Neisse und Bystritza, als Veteran an Una, Donau und Save). Neben dem Grabmal befindet sich als Grabwächter die lebensgroße Figur eines trauernden Ritters.
Zunächst war das Grab von einer weitläufigen Mauer umgeben. Spätestens 1835 wurde diese durch das jetzige, lediglich das Monument selbst umschließende Lanzengitter ersetzt. Der Standort des Grabmals war ursprünglich Teil der Laudonschen Gärten, ist heute jedoch eine unscheinbare Stelle im Wald auf der anderen (nordöstlichen) Seite der Mauerbachstraße. Entgegen anderslautenden Vermutungen wurde Laudons Grab jedoch niemals versetzt und befindet sich nach wie vor an seinem originalen Standort.
Auf einem Hügel in etlicher Entfernung befindet sich ein weiteres, wesentlich schlichter gestaltetes Laudongrab. In diesem Doppelgrab, das nur aus zwei Grabplatten mit einem niedrigen, beide umschließenden Metallzaun besteht, ist Laudons Neffe und Erbe Johann Ludwig Alexander von Laudon (1762–1822) gemeinsam mit seinem Sohn Olivier (1793–1881) beigesetzt.